# Ted Drake
 (octobre 2007).
Si vous disposez d'ouvrages ou d'articles de référence ou si vous connaissez des sites web de qualité traitant du thème abordé ici, merci de compléter l'article en donnant les références utiles à sa vérifiabilité et en les liant à la section « Notes et références ».
Pour les articles homonymes, voir Drake et Edward Drake (homonymie).
Edward Joseph « Ted » Drake était un footballeur anglais né le 16 août 1912 à Southampton et mort le 30 mai 1995 à Londres.
Il joua son premier match international lors de la Bataille de Highbury le 14 novembre 1934.

## Carrière

### Joueur
- 1931-1934 : Southampton
- 1934-1945 : Arsenal (139 buts en 184 matchs)

### Entraîneur
- 1946-1947 : Hendon
- 1947-1952 : Reading
- 1952-1961 : Chelsea

## Palmarès

### Joueur

#### Arsenal FC
- Première Division
  - Vainqueur : 1934/35, 1937/38
- FA Cup
  - Vainqueur : 1936
- Charity Shield
  - Vainqueur : 1934, 1938

#### Distinctions individuelles
- Meilleur buteur de Première Division
  - 1934/35 : 42 buts

### Entraîneur
Chelsea FC
- Première Division
  - Vainqueur : 1954/55
- Charity Shield
  - Vainqueur : 1955